# Ann Veneman
Ann Margaret Veneman, née le 29 juin 1949 à Wichita (Kansas), est une femme politique américaine. Membre du Parti républicain, elle est secrétaire à l'Agriculture entre 2001 et 2005 dans l'administration du président George W. Bush puis directrice exécutive de l'UNICEF de 2005 à 2010.

## Biographie

### Famille et études
Ann Veneman est élevée à Modesto, en Californie. Son père, John Veneman a été sous-secrétaire à la Santé, à l’Éducation et à la Protection sociale et membre de l'Assemblée de l'État de Californie.
Elle est également une cousine du cinéaste et réalisateur George Lucas.
Elle est diplômée de sciences politiques et de droit de l'université de Californie à Davis, titulaire d'un master de l'université de Californie à Berkeley et docteur en droit de l'École de droit Hastings de l'université de Californie.

### Carrière professionnelle
De 1986 à 1989, Ann Veneman est administratrice au sein du service étranger du département de l'Agriculture des États-Unis, où elle participe aux négociations sur l'accord général sur les tarifs douaniers et le commerce (GATT).
De 1989 à 1991, elle est sous-secrétaire adjointe à l’Agriculture pour les affaires internationales dans l'administration de George H. W. Bush.
De 1991 à 1993, elle est secrétaire adjointe à l’Agriculture.
En 1993, elle rejoint le groupe Patton, Boggs & Blow ainsi que la direction de Calgene, le plus grand producteur de fruits et légumes et la première compagnie à commercialiser les aliments génétiquement modifiés.
En 1995, elle est nommée secrétaire à l'Agriculture de l'État de Californie.
De 1999 à 2001, elle est avocate spécialisée dans les problèmes alimentaires.

### Secrétaire à l’Agriculture
Le 20 janvier 2001, le nouveau président George W. Bush la nomme dans son administration en tant que secrétaire à l’Agriculture. Elle est la première femme à occuper ce poste.
Elle a à traiter des problèmes d'encéphalopathie spongiforme bovine, des barrières commerciales à l'encontre des aliments génétiquement modifiés et des exportations. La grande industrie alimentaire lui est très reconnaissante pour son action au contraire des mouvements écologistes ou des petits exploitants agricoles, notamment à cause de sa gestion de la crise des vaches folles en provenance du Canada ou de son accointance avec les grands groupes alimentaires[réf. nécessaire].
En novembre 2004, après la réélection de George W. Bush, elle annonce sa démission.

### Directrice exécutive de l'UNICEF
En janvier 2005, Kofi Annan, le secrétaire général de l'ONU la nomme au poste de directrice exécutive du Fonds des Nations unies pour l'enfance (UNICEF). Elle entre en fonction à ce poste en mai 2005. Elle reste à ce poste jusqu'avril 2010.

## Distinctions
Elle a obtenu plusieurs Doctorat honoris causa :
- Université d'État polytechnique de Californie ( États-Unis)
- Université Lincoln de Missouri (en) ( États-Unis)
- Université d'État du Delaware ( États-Unis)
- Middlebury College ( États-Unis)